# フューチャー・ワールド (ハロウィンの曲)
「フューチャー・ワールド」（Future World）は、ドイツのヘヴィメタルバンド、ハロウィンが1987年4月に発表した2枚目のシングル、およびそのシングルの1曲目に収録されている楽曲のタイトルである。オリジナル盤はノイズ・レコード、日本盤はビクターエンタテインメントから発売された。
ボーカルにマイケル・キスクが加入した初の音源であり、アルバム『守護神伝 -第一章-』からの先行シングル。ピクチャー・ディスク仕様である。

## 収録曲
全編曲：Helloween
1. フューチャー・ワールド　Future World
作詞・作曲：Hansen
収録時間4分2秒
2. スターライト（マイケル・キスク・ヴァージョン）　Starlight (Michael Kiske Version)
作詞・作曲：Weikath/Hansen
収録時間4分14秒
元々はミニアルバム『Helloween』に収録されていた楽曲。キスクをボーカルに新録された。ベストアルバム『Treasure Chest』には、リミックス・ヴァージョンとして収録された。
3. ア・リトル・タイム（オルタナティヴ・ヴァージョン）　A Little Time (Alternative Version)
作詞・作曲：Kiske
収録時間3分31秒
キスクがハロウィン加入後に初めて製作した曲。ツー・バスを強調した激しい曲であるが、間奏に目覚まし時計のSEを入れるなど、彼の特有のポップな部分がすでに見られる。アルバム『守護神伝 -第一章-』に収録されているものより、短く編集された。

EP盤は1曲目がA面、2曲目から3曲目がB面となっている。

## 演奏メンバー
- マイケル・キスク：Lead Vocals
- カイ・ハンセン：Lead Guitar、Bucking Vocals
- マーカス・グロスコフ：Bass、Bucking Vocals
- マイケル・ヴァイカート：Lead Guitar、Bucking Vocals
- インゴ・シュヴィヒテンバーグ：Drums